# Microrregión de Guarapari
La microrregión de Guarapari es una de las  microrregiones del estado brasileño del Espírito Santo perteneciente a la mesorregión  Central Espíritu-Santense. Su población fue estimada en 2006 por el IBGE en 188.512 habitantes y está dividida en seis municipios. Posee un área total de 2.092,851 km².

## Municipios
- Alfredo Chaves
- Anchieta
- Guarapari
- Iconha
- Piúma
- Rio Novo do Sul

- Datos: Q2059886